# Masters of Hardcore
Masters Of Hardcore es una discográfica holandesa de música de género hardcore. También hace referencia a los distintos festivales y eventos que organizan. Masters of Hardcore, tras su creación, adoptó posiciones políticas. A diferencia de una minoría de gabbers, este sello discográfico se opone al racismo y a la represión que sufre el movimiento hardcore por parte de las autoridades al ser considerado peligroso para la juventud. Años más tarde de su creación, Masters of Hardcore renacería bajo la influencia de nuevos artistas y se convertiría en uno de los principales sellos gabbers, no solo en los Países Bajos, sino también en el resto del mundo.

## Discográfica
La discográfica Masters Of Hardcore fue fundada en el año 1995 en Hemkade, un recinto acondicionado para festivales, situado en la ciudad holandesa de Zaandam por los DJs Matthijs Hazeleger (King Matthew), Marc Out (DJ Outblast) y Eugenio Dorwart (Bass-D). DJ Outblast y King Matthew, junto con Bass-D, formaron equipo con otros DJs como Paul Elstak, Buzz Fuzz y The Masochists para lograr su objetivo, revivir la escena gabber, por aquel entonces en decadencia, hecho causado por la demonización general por parte de los políticos y los medios de comunicación locales. A causa de esto, la discográfica lanzó un manifiesto: "Abandonado por los aficionados que ya no creían en hardcore. Desacreditado por los medios de comunicación y prohibido por políticos ignorantes. Tenemos un mensaje: ¡Vamos todos!" 

## Eventos

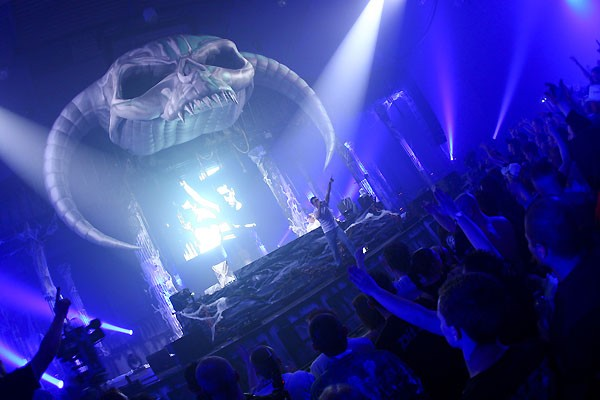
Masters of Hardcore - 15 Aniversario (2010)

En 1998, después de un período de poca repercusión, la discográfica Masters of Hardcore empezó a organizar sus festivales de forma independiente, mientras que Bass-D y King Matthew decidieron continuar con la producción de música hardcore para su discográfica Masters of Hardcore. Ya en su primer festival cosecharon un gran éxito, a partir del cual empezaron a organizar eventos en grandes festivales de música en los Países Bajos (el festival Beursgebouw en Eindhoven, y el PBH-Hallen en Zuidlaren). También celebraron eventos en Alemania (Dortmund Westfalenhalle, festival que desde 2006 se llama Syndicate) y en Suiza.

## Himnos oficiales de los festivales[7]
- 1999 - Buzz Fuzz vs Bass-D - It's Alright
- 2000 - Bass-D & King Matthew - The Masterplan
- 2000 - Endymion - Final Battle
- 2000 - DJ Promo - The Bad Guy
- 2000 - Bass-D & King Matthew - More Than Rough
- 2001 - DJ Promo - Phreak Ya Speaka
- 2001 - Bass-D & King Matthew - True Legends
- 2001 - Masters Of Ceremony - Under Control
- 2001 - DJ J.D.A. vs Bass-D & King Matthew - Survivors Of Hardcore
- 2002 - DJ Promo - Escape From The Hostile
- 2002 - Bass-D & King Matthew - Partyfreakz
- 2002 - The Stunned Guys meet DJ Lancinhouse - Shout
- 2003 - The Masochist - The Reincarnation Of Forbidden Sounds
- 2003 - Bass-D & King Matthew - Fuck Them All
- 2003 - Illmatic - Anger Is Easy (Outblast's THC Mix)
- 2004 - Base Alert - Zoo
- 2004 - Korsakoff & DJ Outblast - Unleash the Beast
- 2004 - Ophidian - Angel
- 2005 - Angerfist - The World Will Shiver
- 2005 - Re-Style - Hardcore Psychopath
- 2006 - Bass-D & King Matthew - The Genesis
- 2006 - Day-Mar - Embrace the Night
- 2007 - The Stunned Guys - Raise Cain
- 2008 - DJ Outblast - Infinity
- 2008 - Day-Mar - Pole Position
- 2009 - Catscan - The Design
- 2009 - Noize Suppressor - Pole Position Lap 2
- 2010 - Outblast & Angerfist feat MC Tha Watcher - The Voice of Mayhem (MOH 15 Years Anthem)
- 2010 - The Stunned Guys & Amnesys - The Symphony of Sins
- 2011 - Dyprax feat MC Tha Watcher - Statement of Disorder
- 2012 - State of Emergency - The Vortex of Vengeance
- 2012 - Korsakoff - The Torment of Triton (2012 Belgium Anthem)
- 2013 - Re-Style - The Conquest Of Fury
- 2013 - Korsakoff ft MC Tha Watcher - Freaks of Insanity (2013 Anthem Suiza)
- 2013 - State of Emergency & Dyprax - Arise (2013 Anthem Austria)
- 2014 - Tha Playah feat. MC Tha Watcher - Eternal
- 2015 - Bodyshock - Legacy (NL, Brabanthallen 's-Hertogenbosch)
- 2016 - Miss K8 - Raiders of Rampage (NL, Brabanthallen 's-Hertogenbosch)
- 2017 - Destructive Tendencies - The Skull Dynasty (NL, Brabanthallen's-Hertogenbosch)
- 2018 - Angerfist & Tha Watcher - Tournament of Tyrants
- 2019 - N-Vitral & Sovereign King - Vault of Violence
- 2019 - Broken Minds ft. Ernesto Alonso & Alee - Waltz of Death (Masters of Hardcore Spain Anthem)
- 2019 - Tha Playah, Never Surrender, Tha Watcher - The Craving (Masters of Hardcore Austria Anthem)
- 2020 - Dj Mad Dog, Dave Revan - Magnum Opus (Masters of Hardcore Anthem)
- 2022 - D-Fence, Mr.Hyde - Fuego (Masters of Hardcore Spain Anthem)
- 2022 - Dj Mad Dog, Evil Activities - Immortal (Masters of Hardcore Anthem)
- 2023 - Nosferatu, Nolz - Cosmic Conquest (Masters of Hardcore Anthem)

## Artistas

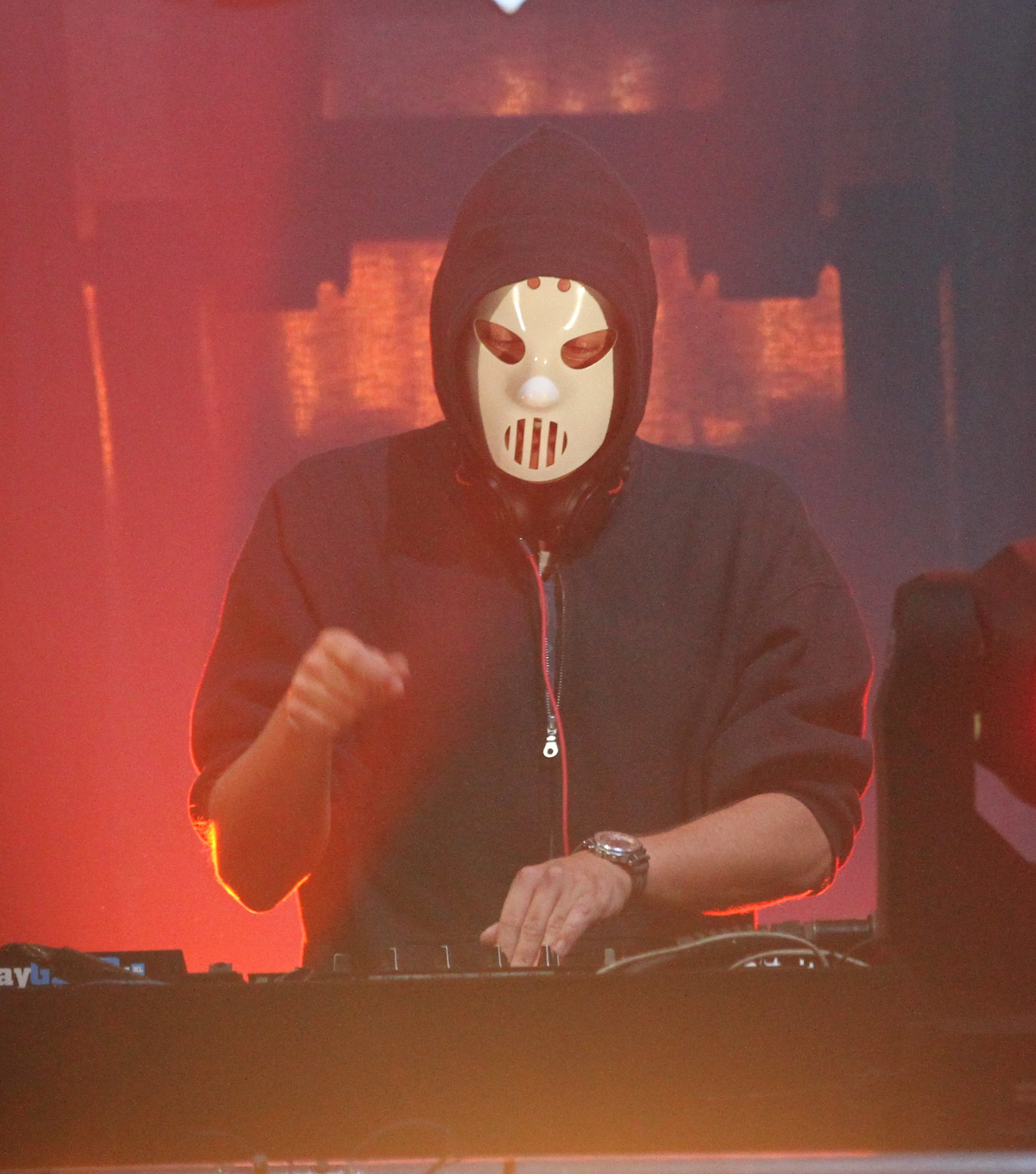
Foto de Angerfist

- Angerfist: Danny Masseling[8] comenzó a producir hardcore a sus 16 años. Después de enviar una demostración de su trabajo a BZRK Records, Buzz Fuzz, propietario de esta notoria casa discográfica,  lo contactó paraFoto de Angerfisttrabajar con él. Comenzó con el alias Menace II Society, luego pasó a llamarse Kid Morbid, para finalmente pasar a llamarse Angerfist. Su máscara y sudadera las lleva con el fin de crear un ambiente oscuro en sus actuaciones.[9]
- Bass D: Su nombre real es Eugenio Dorwart,[10] y comenzó su carrera en Bussum, Holanda, cuando solamente tenía 14 años. Fue en un programa de radio donde conocería a Mathew King y formarían un dúo que les llevaría a crear una etiqueta propia.[11] En la década de 1990 son los autores de los títulos de éxito como Hold Me Now, Like a Dream, Raveworld, etc.
- Bodyshock: De nombre real Steven Verboom, firmó con los registros Masters of Hardcore en 2014, y, bajo el alias de Bodyshock se hizo viral después de lanzar varios discos exitosos. El mismo año, numerosas actuaciones en eventos como "Masters of Hardcore", "Dominator", "The Qontinent", "Syndicate", "Project Hardcore" y "Hard Dance Event" le allanaron el camino hacia 2015, en el que lanzó no solo el himno de "Masters of Hardcore: 20 Years of Rebellion", sino también su álbum debut: "The Search of Destruction".[12]
- Broken Minds: De nombre real Rodrigo Bustamante y Omar Ruiz, son unos de los principales productores hardcore en España, firmaron con la discográfica Masters of Hardcore en enero de 2021, alcanzaron notoriedad en la escena internacional con tracks como "Absolute Power" o "Lyra Remix", son los creadores del himno Waltz of Death publicado en 2019.
- Catscan: Productor techno y DJ. Su primer lanzamiento fue "Universal" bajo el nombre Cat-Scan. Un año después de este lanzamiento, Catscan regresó con una nueva demostración y la empresa discográfica ID&T decidió lanzar sus primeros 12 tracks en los discos de Thunderdome. A través de ID&T, Catscan se puso en contacto con DJ Promo. Colaboraron en varios temas y posteriormente fundaron The Third Movement. En 2004, empezó la discográfica Pro Artist Management, junto con DJ X-Ess.
- Crossfiyah: Thomas Busschers[13] comenzó a producir música hardcore de forma profesional en 2010, cuando conoció a Dave (DJ Rudeboy) y a su hermano Tim (DJ T-Junction).[14] A finales de 2012 salió su primer lanzamiento ''The Reckoning E.P.'', que fue interpretado por varios nombres importantes en la escena. Unas semanas más tarde, Crossfiyah produjo la canción llamada "Rage", que se convirtió en un éxito instantáneo después de que se usó en el aftermovie de Masters of Hardcore 2013. Sus temas aparecieron en muchas compilaciones de CD como Masters of Hardcore o Syndicate. En 2012, Crossfiyah firmó un contrato con The Most Wanted DJ y Afterlife Recordings.[15]
- DaY-már: Dagmar Otto, dj hardcore alemana, nacida el 24 de mayo de 1984. Dagmar comenzó a pinchar en 2003, y tuvo su gran avance con su aparición en la fiesta Masters Of Hardcore en Thialf Heerenveen en abril de 2005.[16]
- Decipher & Shinra: Pete Hinkley y Adrian Rapley, respectivamente.[17] Se unieron a principios de 2010, siendo el punto culminante de su corta asociación su canción "Decipher & Shinra - Fight For Out Right To Party", logrando el reconocimiento de la gigante mundial Q Dance. Decipher y Shinra han participado en algunos de los eventos más sonados junto a los nombres internacionales más importantes en la escena hardcore.[18]
- Destructive Tendencies: Grupo compuesto por Mick Ormerod, Daniel Moore y Joseph McHugh.[19] Creado en el Reino Unido en 2010, tenían como objetivo entrar en la escena europea del Hardcore. Sus primeros lanzamientos como "Make It Harder" o "La La La" que lanzaron en su propio sello discográfico "Quarantined Recordings Black", así como una versión temprana de su ahora conocido éxito "Taken From Me", fueron su primer salto profesional. Pronto se ganaron el apoyo de otros grandes, cosa que comenzó a ganarles más fanáticos del extranjero.[20]
- Drokz: Richard Koek,[21] productor holandés, mayormente activo en la escena darkcore / terror / speedcore. Es un nombre que ha conseguido mucha fama entre los fanáticos del hardcore. También es famoso por sus legendarias aperturas de Thunderdome como MC. Hizo su último concierto como Thunderdome-MC en 2007 en "15 años de Thunderdome".[22]
- Dyprax: De nombre Robert ter Harmsel, Dyprax comenzó su carrera profesional en 2010, cuando envió sus modelos al sello. Estos fueron muy bien recibidos, y Dyprax obtiene la comercialización de su primer EP el mismo año, titulado Fuck Your Pride. En 2010 realizó giras en Escocia, Suiza y Bélgica. Entre los eventos en los que ha participado, están en 2011 Dominator, Masters of Hardcore y Hardcore 4 Life, en 2012 Project Hardcore, y en octubre de 2014, el Amsterdam Dance Event. En 2016, colaboró con Crypsis5. El 25 de marzo de 2017, participó en The Skull Dynasty of Masters of Hardcore, 6, así como Easter Rave7, Emporium Festival8 y Defqon.19.
- Javi Boss: Francisco Javier García Ramón, productor español que comenzó sobre los años 1992 - 1993 en el pub Central Rock, donde tuvo la primera ocasión de ponerse ante unos platos de DJ. Trabajó para Masters Of Hardcore hasta el año 2018 año en que abandonó el sello y lanzó su propia discográfica llamada The Boss Records. Ha actuado en muchas partes de Europa, como España, Holanda, Inglaterra, Suiza, Alemania, Italia, Francia, Bélgica etc, y ha pinchado en los mejores festivales hardcore a nivel mundial como Masters Of Hardcore, Dominator, Army Of Hardcore, Hardcore Warriors, Syndicate, etc.[23]

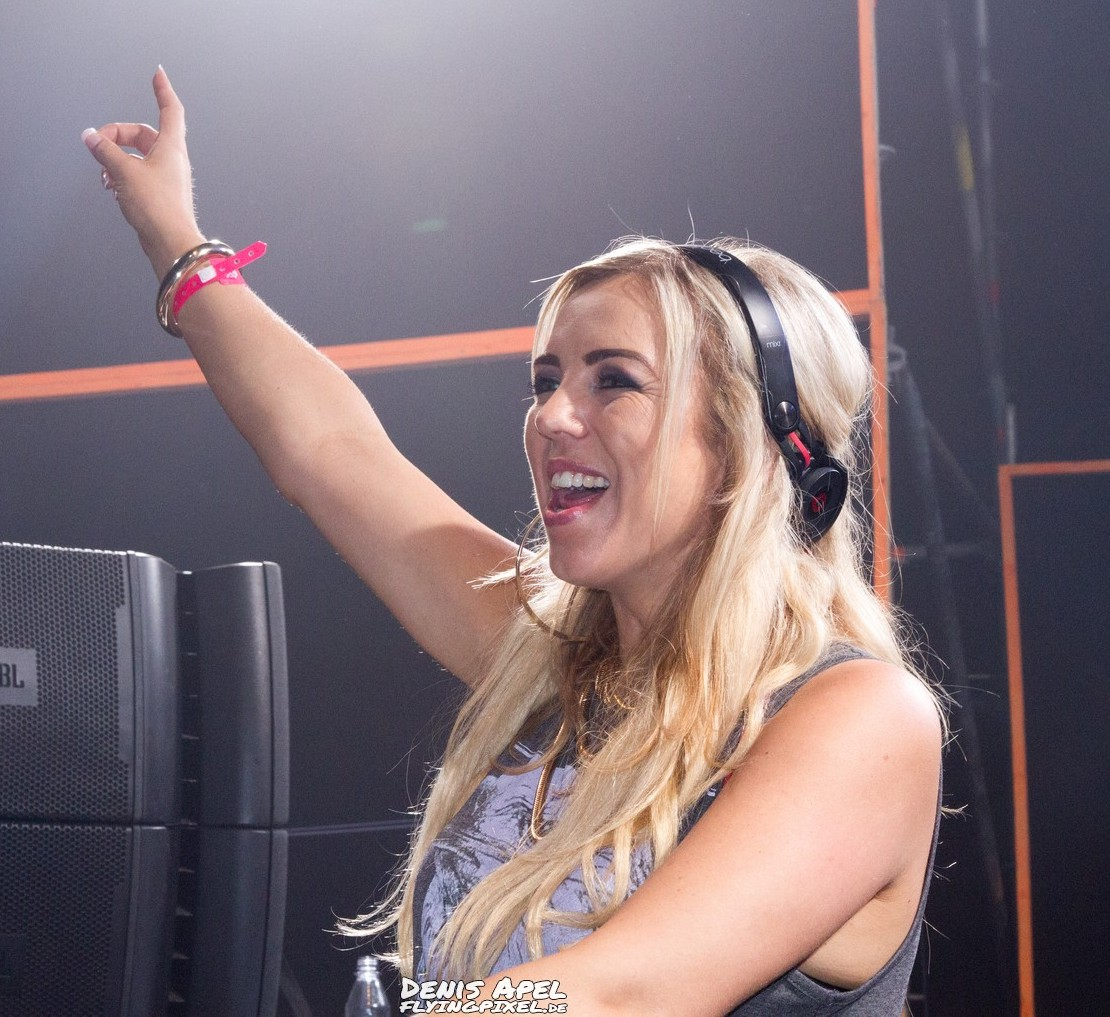
Foto de DJ Korsakoff

- Korsakoff: De verdadero nombre Lindsay van der Eng, es una productora y DJ holandesa.[24] Es una de las más destacadas y reconocidas productoras de la escena gabber. Sus canciones y álbumes han alcanzado algunos de los principales rankings Foto de DJ Korsakoffinternacionales. Alcanzó el éxito desde 2001 con su primer éxito que recibió una gran acogida por parte del público, Separated World.[25]
- Miss K8: Kateryna Kremko.[26] Primero tomó el pseudónimo de Lady Kate, que en 2012 cambiaría por Miss K8. Lanzó en noviembre de 2011 su primera canción "Bloodrush", junto con Angerfist, que aparece en el álbum de este último, Retaliate. En mayo de 2012, lanzó su primer single en solitario, "Unforgettable". En julio de 2014, presentó su himno para Dominator Festival. En 2015, Miss K8 alcanzó la posición 94 en el Top 100 de DJMAG, siendo la primera artista hardcore femenina en entrar en la lista. En marzo de 2016 Miss K8 desató su primer álbum en solitario llamado "Magnet" en Masters of Hardcore. Una salva de sublimes pistas en solitario se complementan con colaboraciones y remezclas furiosas. La Srta. K8 fue responsable de los himnos oficiales de Hardcore "Raiders of Rampage" himno, que fue votado # 1 hardcore pista de 2016
- Outblast: En el año 2000 dejó caer su primer lanzamiento. Ganó el premio de Mejor Hardcore DJ en los Masters of Hardcore Awards en 2003. En octubre de 2016, DJ Outblast anunció que terminaría su carrera como DJ. Su última actuación fue el 25 de marzo de 2017 en el escenario principal de Masters of Hardcore - The Skull Dynasty. En colaboración con Angerfist & Tha Watcher, lanzó oficialmente su última canción, Die Hard, el 12 de junio de 2017.[27]
- Predator: Stephan Scheltema.[28] Se interesó en el arte del grafiti, la música rap temprana, breakbeats, reggae y electro. En 1991 empezó a experimentar con la música hardcore. En 1992, su primera edición fue en vinilo. Con esto fue uno de los fundadores de la escena hardcore. En 1998 hizo el cambio a drum 'n bass. En 2005, regresó al hardcore y en 2008, Predator firmó en Masters of Hardcore Records e hizo el himno de Dominator con Outblast.
- Re-Style: Mathijs Maas comenzó a producir su propia música a la edad de doce años, y después de algunas inversiones, decidió enviar una demo a Masters of Hardcore. Bass-D y Outblast lo guiaron más en mezcla y masterización, lo que llevó a su primer lanzamiento en 2002. Sus producciones se hicieron cada vez mejores y en 2005 se le ofreció crear el himno para "Masters of Hardcore - The Outbreak of The Hardcore Psychopaths". En 2010 llegó a su segundo gran himno: "Rise of The Ruler",que fue la canción de tema de Syndicate 2010.
- State of Emergency: Maurice Daniluk y Tristan Oude Voshaar formaron este dúo dedicado al hardcore techno entre 2008 y 2015. Se unieron a Masters of Hardcore en 2011, donde destacó "The Vortex of Vengeance", que se convertiría en el himno del festival del 2012.[29]
- Triax: Remco-Jan Prevoo empezó a publicar sus obras desde 2005 y hasta el día de hoy ha trabajado con un gran número de discográficas como "Hellbound Records", "Rage Records", "Megarave Records", "Underground House Movement", "Rotterdam Records"...[30]
- Wasted Mind: José González es un DJ y productor de música hardcore de Toledo. Empezó a publicar sus obras en 2011 para "Rotterdam Records" y "Masters of Hardcore", de donde destacó "Alliance", que se convertiría en el himno oficial del festival Nirvana of Noise del 2013[31]
- DJ Mad Dog: Filippo Calcagni es uno de los principales artistas en la escena Hardcore. Comenzó su carrera a los 16 años con un grupo llamado "Hardcore Terrorists" que tuvo una gran popularidad en su ciudad. En el verano de 2000, decidió crear un nuevo proyecto para Traxtorm Records con un nuevo nombre: DJ Mad Dog. La música de Filippo le ha llevado a actuar en todos los mejores festivales Hardcore como: Thunderdome, Defqon.1, Masters of Hardcore, Decibel, Dominator y Syndicate.[32]